# Joseph Bazalgette
Vous pouvez aider à l'améliorer ou bien discuter des problèmes sur sa page de discussion.
- Il ne cite pas suffisamment ses sources. Vous pouvez indiquer les passages à sourcer avec {{référence nécessaire}} ou {{Référence souhaitée}}, et inclure les références utiles en les liant aux notes de bas de page. (Marqué depuis mars 2024)
- Certaines informations devraient être mieux reliées aux sources mentionnées dans la bibliographie ou les liens externes. Améliorez sa vérifiabilité en les associant par des références. (Marqué depuis mars 2024)

- Archive Wikiwix
- Bing
- Cairn
- DuckDuckGo
- E. Universalis
- Gallica
- Google
- G. Books
- G. News
- G. Scholar
- Persée
- Qwant
- (zh) Baidu
- (ru) Yandex
- (wd) trouver des œuvres sur Wikidata

Joseph William Bazalgette, né le 28 mars 1819 à Clay Hill dans le district d'Enfield et mort le 15 mars 1891 à Wimbledon (Merton), est un ingénieur civil britannique d’origine huguenote.
Sa principale réalisation, en tant qu'ingénieur en chef du Metropolitan Board of Works (organisme chargé des travaux publics et de l'administration de la ville) de Londres, est la création du réseau d’égouts de cette ville qui a permis d’en éliminer les épidémies de choléra et de contribuer à l’assainissement de la Tamise qui avait atteint des niveaux de pollution élevés, notamment en 1858 durant l’épisode connu sous le nom de « The Great Stink » (La Grande Puanteur) pendant lequel les exhalaisons émanant de la rivière avaient contraint le Parlement britannique à fermer provisoirement.

## Débuts
Fils de Joseph William Bazalgette (1783-1849), capitaine en retraite de la Royal Navy et de Theresa Philon, née Pilton (1796-1850), ce petit-fils d’immigrant protestant français est né à Hill Lodge, Clay Hill, Enfield, Londres, Angleterre. Joseph William Bazalgette a commencé sa carrière en travaillant sur des projets de chemins de fer. Il fit un stage chez l’ingénieur réputé Sir John MacNeill et acquit une expérience suffisante (y compris en Irlande) dans le drainage des terres et le remblaiement pour pouvoir ouvrir son propre cabinet de conseil à Londres en 1842.
En 1845, Bazalgette a épousé Mary Kough (1819-1902). Deux ans plus tard, très engagé dans l’expansion du réseau ferroviaire, il travailla si dur qu’il fut victime d’une dépression nerveuse. Pendant sa convalescence, la Commission métropolitaine des égouts de Londres ordonna que toutes les fosses septiques domestiques devaient être fermées et être reliées à l’égout qui s’évacuait dans la Tamise. Le résultat fut une épidémie de  choléra qui tua, entre 1848 et 1849, 14 137 Londoniens.
En 1849, Bazalgette fut nommé arpenteur adjoint de la Commission. En 1852, il remplaça au poste d’ingénieur principal son prédécesseur mort de « fatigue et d’angoisse harassante. » Peu de temps après, en 1853, une autre épidémie de choléra survint et fit 10 738 victimes. Selon l’opinion des médecins de l'époque, qui souscrivaient à la théorie des miasmes, l’origine du choléra fut attribuée à l’air vicié, bien que le Dr John Snow eût précédemment avancé une autre explication, désormais reconnue comme exacte, selon laquelle le choléra se propageait par l’eau contaminée,, ce point de vue n’étant généralement pas accepté.
En 1856, Bazalgette fut nommé, avec le soutien actif de l’ingénieur, également d’origine française, Isambard Kingdom Brunel, ingénieur en chef du successeur du Metropolitan Board of Works qui succéda à la Commission métropolitaine des égouts. Il devait conserver ce poste jusqu’à ce la suppression du MBW et à son remplacement par le London County Council (mairie) de Londres en 1889 qui prit alors en charge ce dossier. En 1858, l’année de la Grande Puanteur, le Parlement adopta un projet permettant, en dépit des coûts colossaux, de mettre en œuvre les propositions révolutionnaires de Bazalgette visant à recouvrir les égouts de Londres. On espérait ainsi, en éliminant la puanteur (les « miasmes »), réduire l’incidence du choléra.

## Travaux sur les égouts

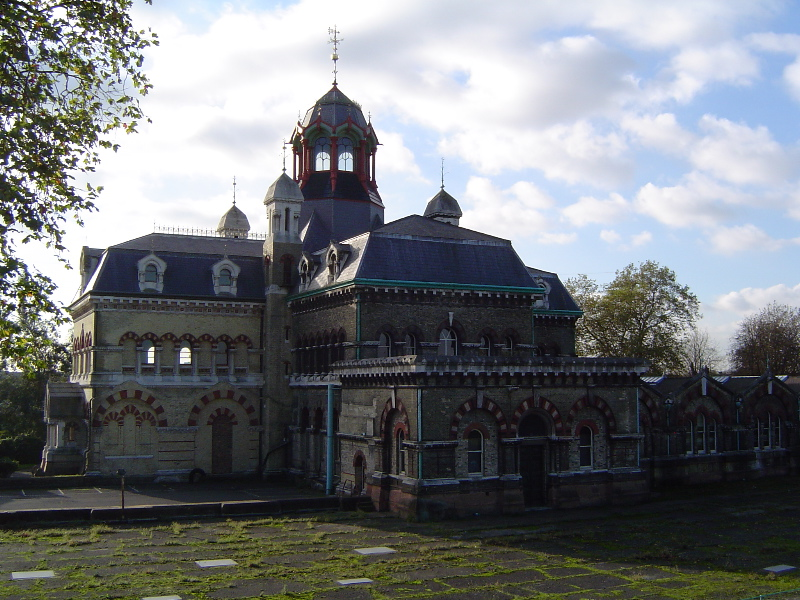
L’ancienne station de pompage d'Abbey Mills.

À cette époque, la Tamise représentait un risque sanitaire évident pour les Londoniens. Ce n’était qu’un gigantesque égout à ciel ouvert déserté par les poissons et toute autre forme de vie sauvage. La solution de Bazalgette (similaire à une idée du peintre John Martin proposée 25 ans avant) consistait à construire 1 800 km d’égouts souterrains principaux en briques pour recevoir les eaux usées et 1 800 km d’égouts au niveau de la rue pour capter les matières qui coulaient jusque-là librement avec les eaux usées à travers les rues et les artères de Londres. Les décharges étaient détournées en aval pour être évacuées sans avoir été traitées, dans la Tamise. Ce n’est que quelques décennies plus tard que devaient être construites de vastes installations de traitement des eaux usées.
Inauguré par le Prince de Galles en 1865, l’ensemble du projet ne fut effectivement accompli que dix ans plus tard. Le plan comprenait des postes de pompage principaux à Deptford (1864) et à Crossness (1865) sur les marais Erith, tous deux côté sud de la Tamise, et à Abbey Mills (dans la vallée de la Lea, 1868) ainsi que sur le quai de Chelsea (à proximité de Grosvenor Bridge, 1875), au nord du fleuve. La prévoyance de Bazalgette se constate dans le choix du diamètre des égouts. Lors de la planification du réseau, celui-ci prit en considération la population la plus dense, accorda à chaque habitant la quantité d’eaux usées la plus importante pour parvenir au diamètre de tuyau nécessaire. Il dit alors : « Eh bien, nous n’allons faire cela qu’une fois car il y a toujours de l’imprévu. » avant de doubler le diamètre à utiliser. Cette prévoyance a payé car l’imprévu a pris la forme, au XXe siècle, de la barre d’habitation, grande consommatrice d'eau. Si Bazalgette s’en était tenu au diamètre d’origine, l’égout, trop petit, aurait débordé dans les années 1960 alors qu’il est encore en fonction à ce jour.
Le réseau d’égout de Bazalgette eut pour conséquence d’éliminer le choléra, non seulement là où l’eau ne puait plus, mais partout où celle-ci cessait d’être contaminée par les égouts. Même si les bases de ce projet furent très onéreux, et alors que le Dr John Snow réfutait l'idée selon laquelle les miasmes propageaient l’épidémie de choléra, les nouveaux égouts contribuèrent néanmoins, en emportant les eaux usées, bel et bien à débarrasser Londres du choléra. La Tamise renferme aujourd’hui plusieurs variétés de petits poissons, dont la truite, et il est possible de s’y baigner.
La capacité de travail de Bazalgette était remarquable. Il fallait vérifier chaque liaison au réseau d’assainissement avec les divers conseils paroissiaux, tâche que Bazalgette effectuait lui-même. Les dossiers détenus par Thames Water (propriétaire actuel du réseau) dans de grands classeurs bleus marqués  Metropolitan Board of Works en majuscules dorées et datés, généralement deux par an, contiennent des milliers de commentaires rédigés à l’encre de Chine sur toile : « Approuvé JWB » « Je n’aime pas qu’on se serve de 6 po. ici et il faut utiliser du 9 po. JWB » et ainsi de suite. Il n'est peut-être pas surprenant que l’état de santé de celui-ci s’en soit ressenti.

## Vie privée et mort

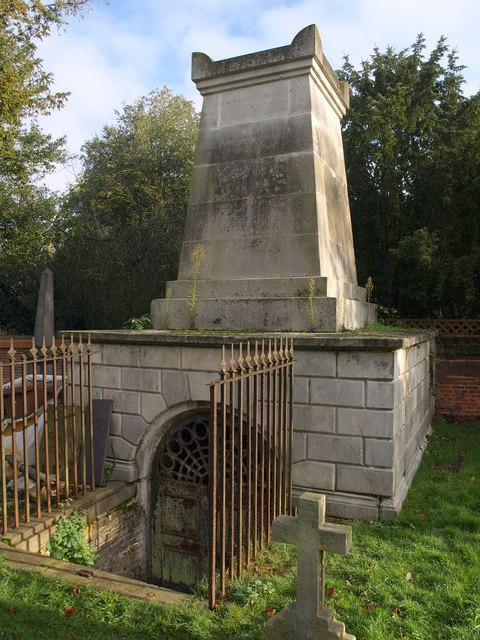
Mausolée de Bazalgette dans le cimetière de l'église de Wimbledon

Après voir vécu quelques années à St. John's Wood, au nord de Londres, Bazalgette déménagea pour Morden, puis, en 1873, il alla s’installer, avec son épouse, Mary, née Kough (1819-1902), qui lui donna six fils et quatre filles, à Arthur Road, Wimbledon, où il s’éteignit en 1891.
Joseph Bazalgette repose dans le cimetière de l’église St Mary de Wimbledon, dans un grand mausolée.

## Distinctions
En 1875, Joseph Bazalgette fut fait chevalier. En 1883, il fut élu président de la Institution of Civil Engineers (ordre des ingénieurs).

## Postérité
Une plaque bleue (qui désigne un monument) en son honneur a été apposée à 17 Hamilton Terrace, St. John's Wood, où il a vécu. Un monument sur les bords de la Tamise à Victoria Embankment, à Londres, commémore le génie de Bazalgette.
On peut lire un hommage romancé au génie, au travail et aux idéaux de Bazalgette dans le roman historique de style victorien The Worms of Euston Square de William Sutton qui brosse le portrait héroïque d’un Bazalgette habité d’une conscience sociale innée mettant ses compétences au service de l’amélioration de la ville qu’il aime et jouant un rôle actif dans le relogement de ceux dont le logement a été démoli au cours de l’énorme travail de construction du réseau d'égouts.
Le Dulwich College offre une bourse portant son nom pour la conception et la technologie ou pour les mathématiques et les sciences.
En 2003, la série de docufictions de la BBC, les Sept Merveilles du Monde Industriel, a retracé la construction des égouts de Londres par Bazalgette dans son 4e épisode intitulé « le roi des égouts. »

## Autres travaux

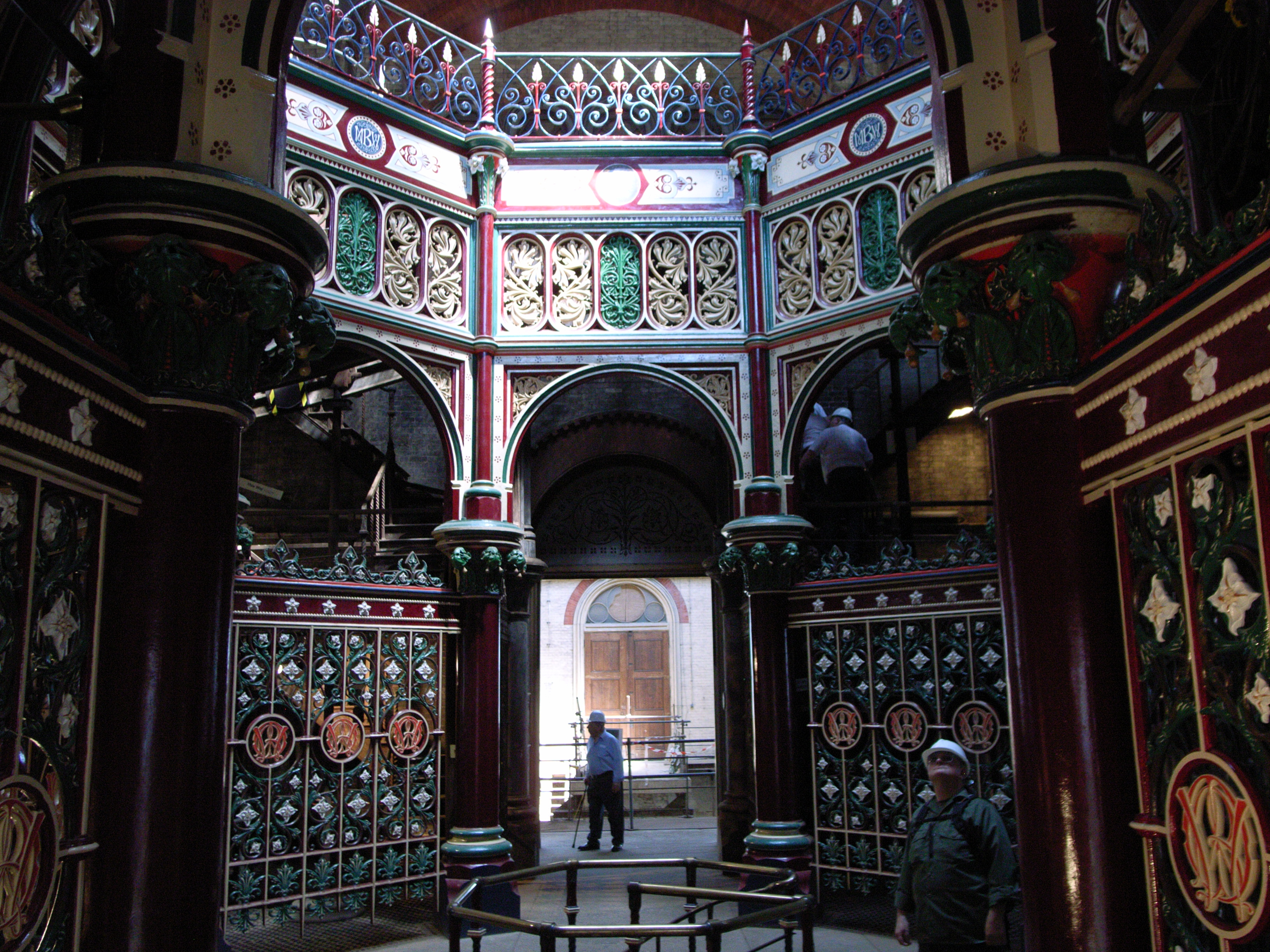
Intérieur de l’Octogone à la station de pompage de Crossness montrant sa ferronnerie décorative élaborée.

Joseph Bazalgette a également réalisé ou participé à d’autres travaux à Londres :
- Thames Embankment :
  - Chelsea Embankment (1854-1874)
  - Albert Embankment (1865-1869)
  - Victoria Embankment (1865-1870)
- Putney Bridge (1886)
- Albert Bridge (1884)
- Hammersmith Bridge (1887)
- The Woolwich Ferry (1889)
- Battersea Bridge (1890)
- Charing Cross Road
- Garrick Street
- Northumberland Avenue
- Shaftesbury Avenue
- Premiers plans du Blackwall Tunnel (1897)
- Proposition de plans pour ce qui sera plus tard le Tower Bridge